# Karol Jankiewicz (siatkarz)
Karol Jankiewicz (ur. 21 lutego 1996 w Olsztynie) – polski siatkarz, grający na pozycji rozgrywającego. 
W siatkówkę zaczął grać w wieku 10 lat.

## Sukcesy klubowe

### młodzieżowe
Akademickie Mistrzostwa Polski:
- 2018